# Simona Šaturová

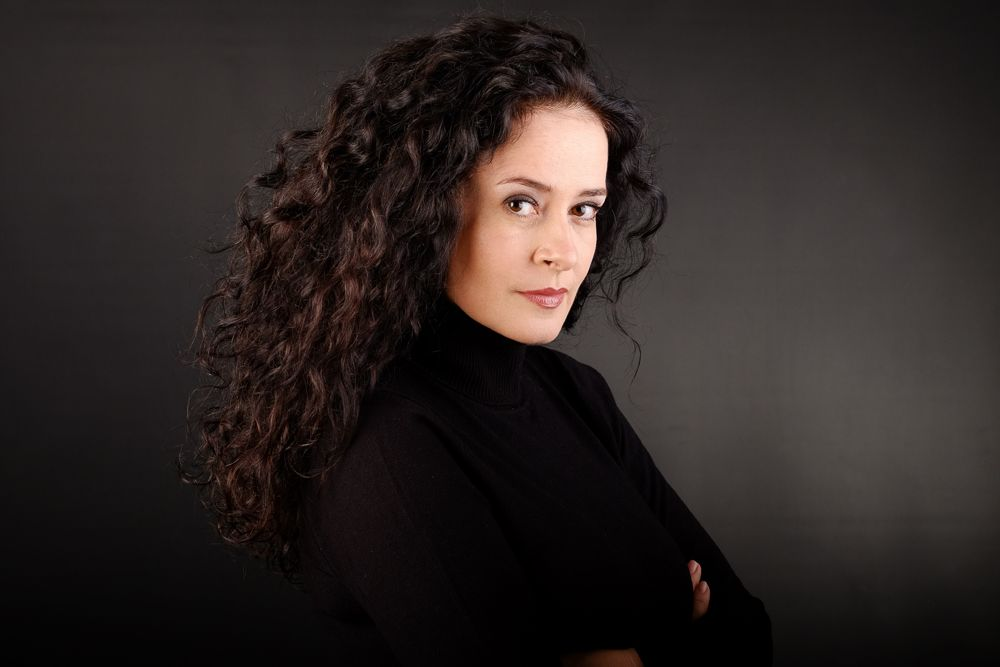
Simona Šaturová

Simona Houda Šaturová (* in Bratislava) ist eine slowakische Sopranistin.

## Leben
Šaturová wurde in Bratislava geboren, erhielt im Alter von 5 Jahren Violinunterricht und absolvierte dort nach dem Abitur das Gesangsstudium am Konservatorium bei Miloslava Fidlerová-Sopirová. Anschließend nahm sie Privatunterricht in Prag bei der Dozentin Soňa Kresáková, in Wien nahm sie an Meisterkursen bei Ileana Cotrubaș teil und in Amsterdam bei der Sängerin und Pädagogin Margreet Honig, mit der sie auch gegenwärtig zusammenarbeitet. Simona Šaturová lebt in Prag.

## Opernrollen
- Donna Anna (Wolfgang Amadeus Mozart: Don Giovanni)
- Pamina (Mozart: Zauberflöte)
- Susanna (Mozart: Le nozze di Figaro)
- Sandrina (Mozart: La finta giardiniera)
- Konstanze (Mozart: Die Entführung aus dem Serail)
- Ilia (Mozart: Idomeneo)
- Lucia (Gaetano Donizetti: Lucia di Lammermoor)
- Violetta (Giuseppe Verdi: La traviata)
- Gilda (Verdi: Rigoletto)
- Oscar (Verdi: Un ballo in maschera)
- Rosina (Gioacchino Rossini: Il barbiere di Siviglia)
- Madama Cortese (Rossini: Il viaggio a Reims)
- Giulietta (Vincenzo Bellini: I Capuleti e i Montecchi)
- Rosalinda a Adele (Johann Strauss (Sohn): Die Fledermaus)
- Ariane (Bohuslav Martinů: Ariane)

## Konzertrepertoire
- Ludwig van Beethoven: Missa solemnis und 9. Sinfonie
- Joseph Haydn, Die Schöpfung
- Gioacchino Rossini: Stabat Mater
- Antonín Dvořák: Requiem, Stabat Mater und Te Deum
- Gustav Mahler: 2. Sinfonie und 4. Sinfonie
- Felix Mendelssohn Bartholdy: Elias (op. 70) und Lobgesang (op. 52)
- Karol Szymanowski: Stabat Mater, op. 53
- Igor Strawinsky Les Noces

## Künstlerische Aktivitäten

### 2006
Im Mozart-Jahr 2006 lag der Schwerpunkt für die Sopranistin auf der Zusammenarbeit mit Helmuth Rilling, die ihren Höhenpunkt während der Salzburger Festspiele fand. Anschließend führten beide Künstler Mozarts Große Messe in c-Moll auf einer Tournee in Israel, Deutschland, Venezuela, Kanada und in den USA auf. Im gleichen Jahr trat die Sängerin bei der Wiedereröffnung der berühmten Pariser Salle Pleyel auf, wo sie unter dem Dirigenten Christoph Eschenbach in der Symphonie Nr. 2 von Gustav Mahler sang. Während des Schleswig-Holstein Musik Festival trat sie in Passionen des Heiligen Lukas (Pasja według św. Łukasza) von Krzysztof Penderecki auf, der auch auf dem Dirigentenpult stand. In der Frankfurter Oper debütierte sie unter dem Dirigenten von Constantinos Carydis.

### 2007
In diesem Jahr trat sie in Verizon Hall in Philadelphia und in Carnegie Hall in New York auf, wo sie in der Symphonie Nr. 2 von Gustaf Mahler unter der Leitung des Dirigenten Christoph Eschenbach sang. Eine Aufzeichnung des Konzerts erschien auf einer CD, herausgegeben vom Label Ondine. Weiterhin trat sie beim Oregon Bach Festival auf, bei einer Tournee im Rahmen des Schleswig-Holstein Musik Festivals, sowie in Toronto, Detroit, Warschau, Berlin und in Kopenhagen.

### 2008
Im Jahr 2008 absolvierte sie mit dem Baritonisten Thomas Quasthoff eine Deutschlandtournee. Auf dem Programm der Künstler war das Oratorium Elias (Op. 70) von Felix Mendelssohn Bartholdy unter der Leitung des Dirigenten H. Rilling. Als ständiger Gast der Frankfurter Oper kreierte sie die Rolle der Madame Cortese in der Reise nach Rems und des Oscar im Un ballo in maschera. Für das Nationaltheater in Prag studierte sie die Rolle Sandrina (La finta giardiniera, W. A. Mozart) in der Inszenierung von Ursel und Ernst Herrmann ein.

### 2009
Im Jahr 2009 trat sie beim Neujahr-Konzert mit dem London Philharmonic Orchestra im Haydens Oratorium Die Schöpfung unter der Leitung von Ádám Fischer auf. Als Gast wirkte sie am 13. Januar in Prag im Rezital von Bryn Terfel. Anlässlich des 85. Geburtstages von Papst Benedikt den XVI. sang sie Die Große Messe in c-Moll von W. A. Mozart. Das Konzert in der Sixtinischen Kapelle wurde weltweit übertragen. Im Sommer absolvierte sie mit Philippe Herrewegh und seinem Orchestre des Champs-Élysées eine Tournee in Siena, Saintes, Edinburgh, Eberbach und Warschau; sie sang das Oratorium Elias von Felix Mendelssohn Bartholdy. Als Gast trat sie in Osaka in Japan mit der Kantate Carmina Burana von Carl Orff unter der Leitung von Eiji Ōue auf. Weiterhin arbeitete sie mit dem Münchner Rundfunkorchester (Tõnu Kaljuste), der NDR Radiophilharmonie (Andrew Manze), dem Kammerorchester Basel (Rolf Beck) und dem Staatsorchester Stuttgart (Manfred Honeck) zusammen.

### 2010
Im Jahr 2010 begann sie eine langjährige Zusammenarbeit mit der Brüsseler Opernhaus La Monnaie in der Rolle Ilia (Idomeneo). In der Frankfurter Oper kreierte sie die Titelrolle in der Oper Lucia di Lammermoor. Sie debütierte mit den Münchner Philharmonikern (Christopher Hogwood), mit der Royal Liverpool Philharmonic Orchestra (Vasily Petrenko) und dem NDR Sinfonieorchester (Lothar Zagrosek).

### 2011
Im Jahr 2011 trat sie in der Rolle der Sandrina in der Aufführung der La finta giardiniera von W. A. Mozart in Koproduktion der Königlichen Oper La Monnaie in Brüssel auf, und im Nationaltheater in Prag wirkte sie in der Rolle der Konstanze in neu einstudierter Oper Die Entführung aus dem Serail. Zusammen mit der Münchener Philharmonie führte sie unter der Leitung von Iván Fischer die Symphonie Nr. 2 von Gustav Mahler auf. Es folgte eine Tournee in der Türkei und in Spanien im Rahmen des Schleswig-Holsteinischen Musik Festivals (SHMF) unter der Leitung von Christoph Eschenbach und Rolf Beck. Sie beteiligte sich an der Aufführung der Symphonie der Tausenden in den O2 Arenen in Prag, in Hamburg und Hannover. Bei der Beisetzung von Václav Havel sang sie, begleitet von der Tschechischen Philharmonie unter der Leitung von Jiří Bělohlávek, das Requiem von Antonín Dvořák.

### 2012
Im Jahr 2012 wirkte sie bei der Wiedereröffnung der Redute in der Slowakischen Philharmonie (Emmanuel Villaume), sie debütierte als Adina im Slowakischen Nationaltheater und gab Konzerte in Oslo, Bamberg und Lyon. In Dallas wirkte sie in der Rolle der Marzelline in der Konzertaufführung der Oper Fidelio von L. van Beethoven unter der Leitung von Jaap van Zweden. Im Aalto-Musiktheater debütierte sie in der Rolle der Konstanze in der Königlichen Oper La Monnaie in Brüssel und der Violetta in der Inszenierung des Regisseurs Andrey Breth unter der Leitung von Adám Fischer.

### 2013
Im Jahre 2013 studierte sie für das Nationaltheater in Prag die Rolle Aristea (L’Olimpiade von Josef Mysliveček) mit Collegium 1704 und Václav Luks ein, und in dieser Rolle trat sie auch in Caen und in Luxemburg auf. In der Brüsseler Oper wirkte sie in der Rolle Servilia (Titus, W.A. Mozart). Zusammen mit Mariusz Kwiecień trat sie bei Galakonzerten in Prag und Bratislava auf. Sie trat bei Konzerten in Pittsburgh (Manfred Honeck), in Berlin (I. Fischer), in Köln und in Essen (L. Hussain) auf.

### 2014
Im Jahr 2014 wirkte sie als Gast im Aalto-Musiktheater Essen in der Rolle Violetta, Adina, und debütierte in der Rolle Donna Anna sowie in der Rolle Elektra in Idomeneo von W. A. Mozart, beides unter der Leitung von Tomáš Netopil. In Brüssel trat sie in der Rolle der Gilda (Giuseppe Verdi, Rigoleto) in der Inszenierung von Robert Carsen und unter der Leitung von Carl Rizzi auf. Als Gast trat sie im Theater Wien Aristea (L’olimpiade) auf. Im Rahmen des Prager Frühlings sang sie Solorecital mit dem Collegium 1704 und Václav Luks. Für den Verlag Nibiru drehte sie ein Solo-Album Decade aus dem Werk von W. A. Mozart und J. Mysliveček unter der Leitung von Zdeněk Klauda.

### 2015
Das Jahr 2015 begann sie mit Neujahrkonzerten mit Münchener Philharmonie unter der Leitung von Manfred Honeck. In Baltimore führte sie die Große Messe c-Moll von W. A. Mozart unter der Leitung von Masaaki Suzuki auf, und in Pittsburgh die 9. Symphonie von L. van Beethoven unter der Leitung von Manfred Honeck. In Prag trat sie mit der Tschechischen Philharmonie unter der Leitung von Jiři Bělohlávek in der 2. Symphonie von G. Mahler auf; diese Aufführung ist auf CD und DVD aufgezeichnet. Im Nationaltheater in Prag trat sie in den Rollen der Violetta und der Donna Anna auf. Es folgten Auftritte auf den Festivals Styriarte in Österreich (A. Dvořák), in San Sebastian (W.A. Mozart), Viva Musica! (Mozart, Mysliveček) und in Konzerten mit dem Tonhalle-Orchester Zürich mit Donald Runnicales (Gioachino Rossini), in Budapest mit dem Hungarian Radio Symphony Orchestra unter der Leitung von Tomáš Netopil (A. Dvořák), und mit dem Gewandhausorchester Leipzig unter der Leitung von Herbert Blomstedt – mit ihm führte sie die 9. Symphonie von L. van Beethoven auf, die auf CD und DVD aufgezeichnet wurde.

### 2016
Im Jahr 2016 kehrte sie zu den Münchener Philharmonikern zurück und trat mit ihnen in der Königlichen Oper in Brüssel mit den Werken von Karol Szymanowski auf. Sie studierte die Rolle der Ismene in Mitridate, re di Ponto von W.A. Mozart ein. Sie nahm teil auf den Festivals Beethoven Easter Festival in Warschau (L. van Beethoven, G. Rossini), und im Kissinger Sommer (G. Rossini) und Tanglewood Musik Festival; hier debütierte sie mit dem Boston Symphony Orchestra unter der Leitung von Charles Dutoit (G. Rossini). Anschließend trat sie in Konzerten in Wien, Leipzig, Kopenhagen, Hamburg, Valencia und Alicante auf sowie auf Konzerten in Tokyo mit NHK Orchestra unter der Leitung von Herbert Blomstedt (L. van Beethoven).

### 2017
Im Jahr 2017 debütierte sie in der Dresdener Semperoper in der Rolle der Konstanze in der Oper Entführung aus dem Serail. Für die Brüsseler Königliche Oper studierte sie die Rolle Lucio Cinna in Lucio Silla von W. A. Mozart. Als Donna Anna wirkte sie mit bei der Konzertaufführung der Oper Don Giovanni mit den Bamberger Symphonikern unter der Leitung von Jakub Hrůša in Bamberg. Hannover und in der Elbphilharmonie in Hamburg. In Bratislava nahm sie den Gesangzyklus Ad astra von Eugen Suchoň zusammen mit dem Symphonischen Orchester des slowakischen Rundfunks auf und in Prag die vollständigen Mährischen Duette von Antonín Dvořák. Im Wiener Konzerthaus und beim Festival Dvořák’s Prag führte sie Te Deum Dvořák mit den Wiener Symphonikern und Tomáš Netopil. In Berlin sang die unter der Leitung von Jakub Hrůša in der Stabat Mater von Dvorak und in Kopenhagen mit Fabio Luisi Das Buch mit sieben Siegeln von Franz Schmidt. Das Jahr beendete sie mit der Münchener Philharmonie unter der Leitung von Krzystof Urbański (L. van Beethoven).

### 2018
Im Jahr 2018 arbeitete sie wieder mit Jakub Hrůša und mit den Bamberger Symphonikern bei der Aufführung der 2. Symphonie von Gustav Mahler zusammen. Im Aalto-Musiktheater in Essen kreierte sie in der erneuerten Premiere die Rolle der Konstanze unter der Leitung von Tomáš Netopil. In Pittsburgh debütierte sie unter der Leitung von Manfred Honeck in Requiem von Giuseppe Verdi. Auf den Salzburger Festspielen führte sie den Sopranpart im Oratorium Christus am Ölberge von Ludwig van Beethoven auf, mit dem Mozarteumorchester Salzburg unter der Leitung von Riccard Minasi.

## Aufnahmen
- Antonín Dvořák: Klänge aus Mähren. Simona Šaturová, Markéta Cukrová, Petr Nekoranec, Vojtěch Spurný – Klavier, aufgenommen am 3.–8. Juli 2017 im Antonín Dvořák-Museum in Prag auf dem historischen Klavier des Komponisten (Bösendorfer); Supraphon, 2018.[24][25]
- Jakub Jan Ryba: Stabat mater. Simona Šaturová, Markéta Cukrová, James Kryshak, Adam Plachetka, L’armonia Terrena, Martinů Voices, Zdeněk Klauda (Dirigent); Nibiru (2016)[26]
- Bohuslav Martinů: Ariane. Essener Philharmoniker, Tomáš Netopil (Dirigent), Simona Šaturová (Ariadna), Zoltán Nagy (Théseus), Baurzhan Anderzhanov (Mínotaurus), Abdellah Lasri (Burún), Tijl Faveyts (Stařec), Solisten des Chores Aalto-Theater Essen (junge Männer aus Athen); Supraphon (2016, Live-Aufnahme)[27]
- Wolfgang Amadeus Mozart, Josef Mysliveček: Decade. Simona Šaturová, L’armonia Terrena, Zdeněk Klauda (Dirigent); Nibiru (2014)[28]
- Carl Orff: Carmina Burana. Simona Šaturová, Benjamin Bruns, Dominik Köninger, Klavierduo Önder, Martin Grubinger & The Percussive Planet Ensemble, Schleswig-Holstein Festival Chor, Rolf Beck (Dirigent); Sony (2011)[29]
- Gustav Mahler: Symphonie Nr. 2 – Auferstehungssinfonie. The Philadelphia Orchestra, Dirigent Christoph Eschenbach, Simona Šaturová (Sopran), Yvonne Naef (Mezzosopran), The Philadelphia Singers Chorale; Ondine (2007, Live-Aufnahme)[30]
- Wolfgang Amadeus Mozart, Sacred Music. Čeští komorní sólisté (Leitung: Ivan Matyáš), Český filharmonický sbor, Petr Fiala – Dirigent, Chorleiter; ARCO DIVA UP0101 (2007)[31]
- Joseph Haydn: Theresienmesse. Roxana Constantinescu (Alt), Corby Welch (Tenor), Yorck Felix Speer (Bass), Oregon Bach Festival Chorus, Oregon Bach Festival Orchestra, Helmuth Rilling (Dirigent); Hänssler CLASSIC 98.509 (2007)[32]
- Camille Saint-Saëns: Oratorio de Nöel. Bachchor Mainz, L’Arpa Festante, Ralf Otto (Dirigent); Sony BMG (2008)[33]
- Johann Adolf Hasse: Requiem in Es · Miserere in d. Dresdner Barockorchester, Dresdner Kammerchor, Hans-Christoph Rademann (Dirigent), Simona Houda-Saturová (Sopran), Marlen Herzog und Britta Schwarz (Alt), Michael Schaffrath und Eric Stokloßa (Tenor), Gotthold Schwarz (Bass); Carus-Verlag (2005)[34]